# Luminomètre
Un luminomètre est un appareil utilisé principalement en biologie moléculaire afin de mesurer une intensité lumineuse. Il est utilisé notamment pour l'étude des réactions de bioluminescence ainsi que pour la technique d'ATPmétrie.

## Composition
Un luminomètre est composé :
- d'un détecteur de lumière qui va compter les photons, généralement un tube photomultiplicateur et plus rarement des photodiodes ;
- d'une chambre de mesure étanche à la lumière extérieure, dans laquelle sera placé l'échantillon ;
- éventuellement d'un injecteur de réactifs afin de déclencher la réaction ;
- d'un système électronique permettant de convertir et d'afficher la mesure de photons en Unités Relatives de Lumière (ou RLU) sur un écran.

## Principe
La lumière peut être quantifiée et son intensité peut être exprimée en nombre de photons. Mais le nombre de photons générés par les réactions de bioluminescence in vitro est bien trop faible pour que la lumière émise soit perçue par l'œil. De plus, la longueur d'onde de ces photons se situe généralement entre 400 et 700 nm, c'est-à-dire entre l'ultraviolet et l'infrarouge.
Le faible nombre de photons devant être mesurés implique plusieurs caractéristiques :
- Les photons émis devront être captés efficacement et transmis en quasi-totalité au détecteur : c'est le rôle du tube photomultiplicateur qui va « multiplier » les photons à l'aide de plusieurs dynodes ;
- La mesure doit être faite dans le noir absolu afin d'empêcher toute interférence ;
- La sensibilité du détecteur doit être la plus grande possible afin de détecter le moindre photon.

## Les différents types de luminomètre
- Luminomètre pour microplaque
- Luminomètre par tube